# ماويل عزي دين
ماويل عزي دين هو عالم إسلامي عراقي وعالم بيئة إسلامي بارز. وهو أستاذ للدراسات الإسلامية في جامعة ويلز ترينيتي سانت ديفيد [الإنجليزية] وأستاذ زائر للدراسات الإسلامية في جامعة قطر.

## السيرة
وُلِد ماويل عزي الدين في بغداد. درس الشريعة الإسلامية في بغداد وفي جامعات مانشستر. في عام 1983، عندما كان يعمل في كلية الحقوق بجامعة الملك عبد العزيز في جدة بالمملكة العربية السعودية، ساعد عزي دين في إعداد أول إعلان معاصر بشأن الحفاظ على البيئة من وجهة نظر إسلامية. وقد نشره الاتحاد الدولي لحفظ الطبيعة لاحقًا باللغات الإنجليزية والفرنسية والعربية. عمل عزي دين مستشارًا للحكومة السعودية. خلال ثمانينيات القرن العشرين، ساعد في بناء الإطار القانوني والفلسفي لإدارة الأرصاد الجوية وحماية البيئة في المملكة العربية السعودية.
ونتيجة لإعادة إنتاج مقالة عزي دين عام 1990 بعنوان "الأخلاق البيئية الإسلامية والقانون والمجتمع"، في مختارات مختلفة في تسعينيات القرن العشرين، فقد أصبح العديد من علماء البيئة الغربيين يعتبرونها انعكاسًا للموقف الإسلامي المعياري. يؤكد عزي دين في هذه المقالة على المسؤوليات الأخلاقية التي يفرضها الإسلام على البشر، مع التركيز على العناصر الأساسية للتقاليد القانونية الكلاسيكية في الإسلام ومصادرها في القرآن والحديث التي تشير إلى الحفاظ على الموارد الطبيعية وحمايتها. وقد حظيت المقالة فيما بعد بمعالجة مطولة في كتاب، ونُشرت في عام 2000 تحت عنوان " الأبعاد البيئية للإسلام".

## الأعمال
- نظرية وممارسة قانون السوق في الإسلام في العصور الوسطى: دراسة كتاب نصاب المحاسبة لعمر بن محمد السنامي (1998)
- الأبعاد البيئية للإسلام (2000) [7]
- الشريعة الإسلامية: من الأسس التاريخية إلى التطبيق المعاصر (2004) [8]
- علم الكلام الإسلامي في العالم المعاصر: مقدمة (2014)

## طالع أيضًا
- سيد حسين نصر
- إبراهيم أوزديمير [الإنجليزية]